# 埃斯佩霍
埃斯佩霍，是西班牙安达卢西亚自治区科尔多瓦省的一个市镇。总面积57平方公里，总人口3887人（2001年），人口密度68人/平方公里。